# 춘천기계공업고등학교 축구부
춘천기계공업고등학교 축구부는 강원도 춘천시에 위치한 춘천기계공업고등학교의 축구부이다. 춘천기계공업고등학교가 운영했었던 축구부로 2009년에 창단 됐었다.

## 참고 문헌
- “KFA 통합경기정보 시스템”. 대한축구협회.

## 같이 보기
- 춘천기계공업고등학교